# Брайтенталь
Брайтенталь (нім. Breitenthal) — громада в Німеччині, знаходиться в землі Баварія. Підпорядковується адміністративному округу Швабія. Входить до складу району Гюнцбург. Складова частина об'єднання громад Крумбах.
Площа — 13,27 км2. Населення становить 1251 ос. (станом на 31 грудня 2020).